# 贊尼特銀行
贊尼特銀行股份有限公司，簡稱贊尼特銀行（英語：Zenith Bank Plc.，尼日利亚交易所集团：ZENITHBANK、LSE：ZENB），於1990年5月設立。其後在2004年7月轉為股份有限公司，同年10月21日進行公開招股，並在尼日利亞證券交易所上市。
而在2004年，被惠誉国际頒佈長期評級為AA-（指優質管理企業）。
其後在2013年3月21日，以全球憑證於倫敦證券交易所上市，以每50股普通股，發行1.25億股。
而主要分行包括冈比亚、加纳、塞拉利昂、南非、和英國。總部位於尼日利亞維多利亞島。僱員人數總數為3911人，包括董事長Macaulay Pepple、總裁為Jim Ovia。

## 連結
- zenithbank.com （页面存档备份，存于）
- 贊尼特銀行於尼日利亞證券交易所 （页面存档备份，存于）